# Abetroune (cabrahigo)
Abetroune es un cultivar de higuera de tipo Cabrahigo Ficus carica higuera macho productora de polen y albergando la mosca polinizadora Blastophaga psenes en el interior del fruto. Unífera, es decir, con una sola cosecha por temporada. Los prohigos (profichi), con epidermis de color de fondo verde, y sobre color a veces teñido de violeta en la madurez; interior violeta. Se localiza en la colección del National Californian Germplasm Repository - Davis en California.

## Sinonimia
- „Abetroune Fig“,[5][6]

## Historia
Según la monografía de Condit: «Descrito e ilustrado por Mann (1939a); nombrado por su lugar de origen; considerada como una de las primeras variedades en Tizi Rached, Argelia.»
Esta variedad la clasificó Condit en el "Condit Group" de cabrahigos con interior violeta o morado y piel teñida de verde con tonos más oscuros de marrón o violeta.
Esta variedad de higuera está cultivada en el NCGR, Davis (National Californian Germplasm Repository - Davis).

## Características
La higuera 'Abetroune' es un árbol de tamaño grande, muy ramificado, productivo y vigoroso; hojas casi enteras, o algunas veces de 5 lóbulos. Es una variedad unífera de tipo cabrahigo, de producción abundante de prohigos insípidos.
Los prohigos son de tipo grande, hasta 2 pulgadas de diámetro, piriforme; tallo mediano; epidermis con color de fondo verde, y sobre color a veces teñido de violeta en la madurez; interior violeta; escamas en los ostiolos verdes o teñidas de rosa.

## El cultivo de la higuera
Los higos 'Abetroune' son aptos para la siembra con protección en USDA Hardiness Zones 7 a más cálida, su USDA Hardiness Zones óptima es de la 8 a la 10. Producirá muchos frutos durante la temporada de crecimiento. El fruto de este cultivar es de tamaño mediano, e insípido.